# Greener Grass
Greener Grass è un film del 2019 scritto, diretto e interpretato da Jocelyn DeBoer e Dawn Luebbe, al loro debutto alla regia di un lungometraggio. È l'adattamento dell'omonimo cortometraggio del 2015 diretto sempre da DeBoer e Luebbe.

## Distribuzione
Il film è stato presentato in anteprima al Sundance Film Festival 2019 il 26 gennaio, per poi essere distribuito direct to video il 18 ottobre 2019.

## Riconoscimenti
- 2020 - Independent Spirit Awards[5]
  - Candidatura per la miglior sceneggiatura d'esordio a Jocelyn DeBoer e Dawn Luebbe